# Hypercompe marcescens
Hypercompe marcescens là một loài bướm đêm thuộc phân họ Arctiinae, họ Erebidae.